# Erioptera (Meterioptera) subaurea
Erioptera (Meterioptera) subaurea is een tweevleugelige uit de familie steltmuggen (Limoniidae). De soort komt voor in het Afrotropisch gebied.